# Chirodectes maculatus
Chirodectes maculatus (лат.) — вид кубомедуз из отряда Chirodropida. Выделяется в монотипный род Chirodectes. Тропический вид, обитающий в западной акватории Тихого океана. Встречается очень редко.
Первый и единственный научно изученный экземпляр вида Chirodectes maculatus был пойман 2 мая 1997 года на внешнем краю Большого Барьерного рифа примерно в 43 км от побережья северо-восточного Квинсленда, Австралия. Он был обнаружен на глубине 5 метров от поверхности. Однако исследователи, впервые описавшие его, предположили, что он мог быть занесён в этот район циклоном Джастин, бушевавшим неподалёку от северо-восточных берегов Австралии в марте 1997 года. Купол этой медузы имел высоту около 15 см, его можно было наблюдать в исследовательской лаборатории в течение всего нескольких часов из-за того, что он был очень хрупким.
Второй известный экземпляр этого вида был замечен дайверами 26 декабря 2021 года в водах неподалёку от северной оконечности острова Новая Ирландия в архипелаге Бисмарка.
Третий раз медузу заметил и даже заснял на камеру дайвер у берегов Квинсленда (Австралия) в сентябре 2023 года.
Случаи ужаливания человека медузой Chirodectes maculatus не известны, при исследовании обнаруженных экземпляров ни один из них не соприкасался с телом человека, однако ввиду её относительно больших размеров и чрезвычайной ядовитости некоторых представителей отряда Chirodropida предполагается, что и этот вид тоже ядовит.
Вид был описан в 2005 году британско-австралийской группой биологов и первоначально отнесён к роду Chiropsalmus Agassiz, 1862 из семейства Chiropsalmidae Thiel, 1936. Однако уже в 2006 году другим австралийским учёным была проведена ревизия семейства Chiropsalmidae, в результате которой данный вид был выделен в отдельный род Chirodectes Gershwin, 2006 и перенесен в другое семейство отряда Chirodropida — Chirodropidae Haeckel, 1880.